# Gauliga Ostpreußen 1933/34
De Gauliga Ostpreußen 1933/34 was het eerste voetbalkampioenschap van de Gauliga Ostpreußen. De Gauliga werd in 1933 in het leven geroepen als nieuwe hoogste klasse in het Duitse voetbal en had zestien regionale onderverdelingen. De Gauliga was in twee groepen verdeeld en beide groepswinnaars bekampten elkaar voor het kampioenschap. Preußen Danzig werd kampioen en plaatste zich voor de eindronde om de Duitse landstitel, waar de club in de groepsfase uitgeschakeld werd. 
Preußen Gumbinnen degradeerde in de plaats van Rastenburger omdat ze een speler hadden opgesteld die niet speelgerechtigd was.

## Samenstelling
De clubs in de Gauliga Ostpreußen speelden voordien in de competities van de Baltische voetbalbond, namelijk de Oost-Pruisische en de Grensmarkse competitie. Deze competities waren nog in verschillende lokale competities verdeeld, waarvan de kampioenen het in de eindronde tegen elkaar opnamen. In de Baltische competitie was er begin jaren dertig een verandering doorgevoerd. Door de strenge winters kwam de kalender vaak in het gedrag en in 1931 werd er beslist om al aan te vangen met de competitie van 1932/33 zodat deze tijdig afgewerkt werd met het oog op verdere deelname aan de nationale eindronde. In 1932 werd er bijgevolg al begonnen aan de competitie van 1933/34. Echter doordat de NSDAP aan de macht kwam in Duitsland en het hele voetballandschap hertekende werd het reeds begonnen seizoen 1933/34 niet voltooid. Wel werden de eindstanden van de reguliere competities gebruikt om zo de deelnemers voor de Gauliga te bepalen. Uit de Oost-Pruisische competitie plaatsten zich tien clubs en uit de Grensmarkse competitie vier clubs. Een deel van de Grensmarkse clubs werd overgeheveld naar de Gauliga Pommern. De verdeling was als volgt: 
- Uit de Oost-Pruisische competitie 1933/34
  - SV Prussia-Samland Königsberg (Bezirksliga Königsberg)
  - SV Rasensport-Preußen Königsberg (Bezirksliga Königsberg)
  - VfB Königsberg (Bezirksliga Königsberg)
  - SV Yorck Insterburg (Bezirksliga Nord)
  - Tilsiter SC (Bezirksliga Nord)
  - FC Preußen Gumbinnen (Bezirksliga Nord)
  - SV Hindenburg Allenstein (Bezirksliga Süd)
  - Rastenburger SV (Bezirksliga Süd)
  - SV Viktoria Allenstein (Bezirksliga Süd)
  - SV Masovia Lyck (Bezirksliga Süd)

- Uit de Grensmarkse competitie 1933/34
  - SV Viktoria Elbing (Kreisliga Westpreußen)
  - KS Gedania Danzig (Kreisliga Danzig)
  - BuEV Danzig (Kreisliga Danzig)
  - Preußen Danzig (Kreisliga Danzig)

## Groepsfase

### Groep 1
| Plaats | Club                          | Wed. | W  | G | V | Saldo | Ptn.  |
| ------ | ----------------------------- | ---- | -- | - | - | ----- | ----- |
| 1.     | SC Preußen 09 Danzig          | 12   | 10 | 1 | 1 | 51:20 | 21:30 |
| 2.     | VfB Königsberg                | 12   | 10 | 0 | 2 | 40:20 | 20:40 |
| 3.     | SV Prussia-Samland Königsberg | 12   | 5  | 1 | 6 | 27:23 | 11:13 |
| 4.     | Rasensport-Preußen Königsberg | 12   | 4  | 2 | 6 | 28:31 | 10:14 |
| 5.     | BuEV Danzig                   | 12   | 5  | 0 | 7 | 26:35 | 10:14 |
| 6.     | KS Gedania Danzig             | 12   | 2  | 2 | 8 | 22:41 | 6:18  |
| 7.     | SV Viktoria Elbing            | 12   | 2  | 2 | 8 | 19:43 | 6:18  |

|  | Geplaatst voor finale         |
|  | Degradatie naar Bezirksklasse |

### Groep 2
| Plaats | Club                      | Wed. | W | G | V | Saldo | Ptn.  |
| ------ | ------------------------- | ---- | - | - | - | ----- | ----- |
| 1.     | MSV Hindenburg Allenstein | 12   | 9 | 3 | 0 | 34:15 | 21:30 |
| 2.     | SV Yorck Insterburg       | 12   | 7 | 2 | 3 | 39:21 | 16:80 |
| 3.     | SV Masovia Lyck           | 12   | 7 | 1 | 4 | 52:38 | 15:19 |
| 4.     | SV Viktoria Allenstein    | 12   | 5 | 2 | 5 | 32:38 | 12:12 |
| 5.     | Tilsiter SC               | 12   | 3 | 3 | 6 | 27:31 | 9:15  |
| 6.     | FC Preußen Gumbinnen      | 12   | 2 | 2 | 8 | 25:46 | 6:18  |
| 7.     | Rastenburger SV 08        | 12   | 2 | 1 | 9 | 21:51 | 5:19  |

|  | Geplaatst voor finale         |
|  | Degradatie naar Bezirksklasse |

## Finale
Heen
|               |                                   |       |                      |                                                                                                  |
| 18 maart 1934 | MSV Hindenburg Allenstein         | 3 – 2 | SC Preußen 09 Danzig | Platz an der Reiterkaserne, Allenstein Toeschouwers: 2.000 Scheidsrechter: Krawzick (Königsberg) |
| 18 maart 1934 | Kisielnicki 30', 44' Kopitzke 40' |       | 70', 75' Kawlowski   | Platz an der Reiterkaserne, Allenstein Toeschouwers: 2.000 Scheidsrechter: Krawzick (Königsberg) |

Terug
|               |                                                               |       |                           |                                                                                     |
| 25 maart 1934 | SC Preußen 09 Danzig                                          | 6 – 1 | MSV Hindenburg Allenstein | Kampfbahn Niederstadt, Danzig Toeschouwers: 4.000 Scheidsrechter: Praetzel (Elbing) |
| 25 maart 1934 | Stockman 34' Zielke 37', 73' Schmidt 39' Stolzenberg 71', 87' |       | 84' Maurischat            | Kampfbahn Niederstadt, Danzig Toeschouwers: 4.000 Scheidsrechter: Praetzel (Elbing) |

## Promovendi uit Bezirksliga
- Polizei SV Danzig
- SV Insterburg